# 伸缩缝

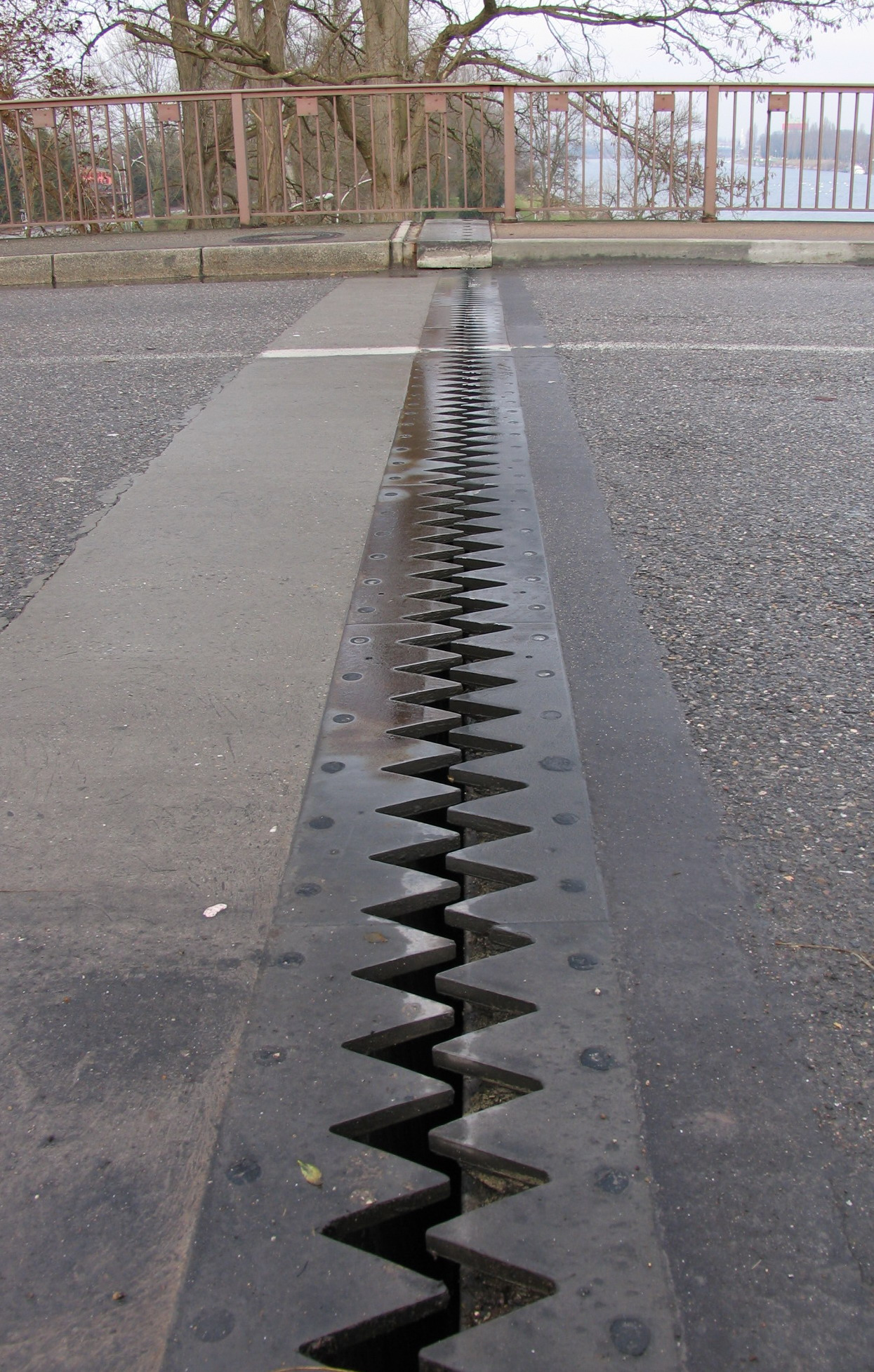
冬天时，桥梁的伸缩缝变大。

伸缩缝也叫做温度缝，是为了避免建筑构件在温度变化的时候由于热胀冷缩产生的温度应力破坏建筑物而预留的缝隙，是一种变形缝。
和其他变形缝相同，预留伸缩缝会导致構造措施的增加，从而增加建筑成本。同时，预留伸缩缝还会影响建筑物的外观。所以，在建筑设计的时候，建筑师通常会尽量避免使用伸缩缝。但是，对于跨度非常长或者结构变化比较复杂的建筑物，伸缩缝是避免温度应力破坏建筑物的最佳方法。
在大型桥梁、公路上面通常会距离一段距离就设置一条伸缩缝。在大跨度或者温差变化很大的桥梁桥台处，通常采用交错咬合的梳形厚钢板作为伸缩缝，并配合高弹性抗老化的橡胶层，这样就可以减小车辆与桥梁之间的冲击力。在桥梁设计上，伸缩缝还应该在桥梁横向全部断开，即人行道及保护栏也要全部断开。 
另外，在房屋建筑中，伸缩缝应该从房屋基础顶面开始，向上全部断开直到屋顶。基礎因为埋在地下、受温度影响小，所以不必断开。房屋建筑中的伸缩缝通常为20-30mm。
鐵軌兩端的銜接處也有伸縮縫，但因車輪輾壓時會發出聲音且會有振動而增加噪音、降低乘坐舒適，因此會將兩鐵軌用鋁熱法焊接起來，以減少伸縮縫。

## 外部連結
- Quality Association for Fabric Expansion Joints
- . USL Ekspan. （原始内容存档于2021-04-11）.
- . Dannenbaum LLC.